# Campeonato Europeu de Ginástica Artística de 2008
O Campeonato Europeu de Ginástica Artística de 2008 teve suas competiçoões femininas realizadas em separado das masculinas. Os homens disputaram entre os dias 8 e 11 de maio em Lausanne, da Suíça, enquanto as mulheres competiram de 3 a 6 de abril em Clermont-Ferrand, França.

## Eventos
- Individual geral masculino
- Equipes masculino
- Solo masculino
- Barra fixa
- Barras paralelas
- Cavalo com alças
- Argolas
- Salto sobre a mesa masculino
- Individual geral feminino
- Equipes feminino
- Trave
- Solo feminino
- Barras assimétricas
- Salto sobre a mesa feminino

- Nota: as provas do individual geral não tiveram suas finais disputadas.

## Medalhistas
| Evento                       | Ouro                   | Prata                      | Bronze                                     |
| Masculino                    |                        |                            |                                            |
| Equipes detalhes             | RUS                    | GER                        | ROU                                        |
| Solo detalhes                | RUS Anton Golotsutskov | ROU Răzvan Dorin Şelariu   | GER Fabian Hambüchen RUS Maxim Deviatovski |
| Cavalo com alças detalhes    | HUN Krisztian Berki    | CRO Filip Ude              | CRO Robert Seligman                        |
| Argolas detalhes             | NED Yuri van Gelder    | BUL Jordan Jovtchev        | FRA Danny Rodrigues                        |
| Salto sobre a mesa detalhes  | POL Leszek Blanik      | BLR Dimitri Kaspiarowitsch | ROU Ilie Daniel Popescu                    |
| Barras paralelas detalhes    | SLO Mitja Petkovšek    | FRA Yann Cucherat          | RUS Nikolai Kryukov                        |
| Barra fixa detalhes          | GER Fabian Hambüchen   | GRE Vlasios Maras          | SLO Aljaž Pegan TUR Ümit Şamiloğlu         |
| Feminino                     |                        |                            |                                            |
| Equipes detalhes             | ROM                    | RUS                        | FRA                                        |
| Salto sobre a mesa detalhes  | GER Oksana Chusovitina | ITA Carlotta Giovannini    | ITA Francesca Benolli                      |
| Barras assimétricas detalhes | RUS Ksenia Semenova    | ROU Steliana Nistor        | UKR Daria Zgoba                            |
| Trave detalhes               | RUS Ksenia Semenova    | ROU Sandra Izbasa          | UKR Alina Kozich                           |
| Solo detalhes                | ROU Sandra Izbasa      | GBR Elizabeth Tweddle      | ROU Anamaria Tămârjan                      |

## Quadro de medalhas
| Ordem | País          | Medalha de ouro | Medalha de prata | Medalha de bronze |    |
| ----- | ------------- | --------------- | ---------------- | ----------------- | -- |
| 1     | Rússia        | 4               | 1                | 2                 | 7  |
| 2     | Roménia       | 2               | 3                | 3                 | 8  |
| 3     | Alemanha      | 2               | 1                | 1                 | 4  |
| 4     | Eslovénia     | 1               |                  | 1                 | 2  |
| 5     | Hungria       | 1               |                  |                   | 1  |
| 5     | Países Baixos | 1               |                  |                   | 1  |
| 5     | Polónia       | 1               |                  |                   | 1  |
| 8     | França        |                 | 1                | 2                 | 3  |
| 9     | Itália        |                 | 1                | 1                 | 2  |
| 9     | Croácia       |                 | 1                | 1                 | 2  |
| 11    | Bielorrússia  |                 | 1                |                   | 1  |
| 11    | Grécia        |                 | 1                |                   | 1  |
| 11    | Bulgária      |                 | 1                |                   | 1  |
| 11    | Grã-Bretanha  |                 | 1                |                   | 1  |
| 15    | Ucrânia       |                 |                  | 2                 | 2  |
| 16    | Turquia       |                 |                  | 1                 | 1  |
| TOTAL | TOTAL         | 12              | 12               | 14                | 38 |